# Toll-like receptor
Toll-lignende receptorer eller Toll-like receptors, TLR, er nøglekomponenter i det innate immunsystem (det medfødte/det uspecifikke/det adaptive immunforsvar). På det molekylære niveau er det TLR som receptorer, der opdager en mikrobiel infektion og starter de antimikrobielle værtsreaktioner. TLR erkender specielle molekylære mønstre ved patogener kaldet PAMP (pathogen-associated molecular patterns, se nedenfor). TLR udtrykkes på membranerne af leukocytter, herunder dendritceller, makrofager, naturlige dræberceller, T- og B-lymfocytter samt epithel- og endotelceller og fibroblaster. Det antages at TLR-generne har en evolutionshistorie på 700 millioner år.
TLR aktiverer mange trin i inflammationsreaktionerne, som hjælper til med at eliminere invaderende patogener og koordinere et systematisk forsvar. Dette omfatter bl.a. signaltransduktion, aktivering af inflammasomer og andre cellulære funktioner, der starter det adaptive immunrespons. 
Mennesket har ti forskellige TLR; hos dyr er der yderligere fundet tre-fem TLR; de har alle fået numre: TLR1, TLR2, TLR3, TLR4, TLR5, TLR6, TLR7, TLR8, TLR9, TLR10, TLR11, TLR12 og TLR13. De fleste TLR danner homodimerer, men TLR2 danner heterodimerer med TLR1 og TLR6 for at starte signaltransduktionen.
Navnet Toll-like receptor skyldes en usædvanlig hændelse, se Toll (gene family) og Nobel-prisvinderen Christiane Nüsslein-Volhard.

## Overblik
TLR erkender de indtrængende mikroorganismer ved specifik binding af typiske molekyler, også kaldet pathogen-associated molecular patterns, forkortet PAMP. Derved startes immunresponset gennem signaltransduktions molekylære reaktionskæder. Her er en oversigt over specificiteten af TLR (se flere detaljer her)
TLR1, 2, 4, 5, 6 og 10 synes at være specialiserede til at erkende produkter specifikke for bakterier og ikke dannet af værtsorganismen.
- Lipopeptider (detekteres af TLR1, TLR6 og TLR10)

- bakterielle og svampe-lipoproteiner og lipoteichoinsyrer (detekteres af TLR2)

- LPS, lipopolysaccharid (detekteres af TLR4)

- flagellin (detekteres af TLR5),

I modsætning hertil reagerer TLR3, 7, 8 og 9 med nukleinsyrer og er specialiserede i virusdetektion baseret på lokalisering til intracellulære membraner i endosomer og lysosomer. Værtsorganismens nukleinsyrer er normalt ikke til stede i disse organeller og vil derfor normalt ikke starte et immunrespons, men kan under apoptose (dvs. celledød) starte et immunrespons og føre til autoimmunitet.
- ds-RNA (dobbeltstrænget RNA, detekteres af TLR3)

- ss-RNA (enkeltstrænget RNA, detekteres af TLR7 og TLR8)

- ikke-metyleret CpG DNA (detekterets af TLR9)

## Superfamilien
Superfamilien af TLR og Interleukin-1-receptoren er karakteriseret ved tre domæner:
- Et N-terminalt ekstracellulært proteindomæne (ECD) bestående af et stort antal leucin-rige repeats (LRR) i korte motiver som folder til en karakteristisk solenoid-struktur, der giver det ekstracellulære domæne form som en hestesko (se billedet)
- Et enkelt transmembran-domæne
- Et intracellulært C-terminalt domæne kaldet TIR (kort for Toll/IL-1 receptor) der er karakteristisk for Interleukin-1-receptor / toll-like receptor-superfamilien.
Ved binding af liganden til det ekstracellulære domæne og dimerisering starter signaltransduktionens reaktionskæder (se billedet).

## Det pro-inflammatoriske respons
Gennem specifik signalduktion inducerer TLR udskillelsen af pro-inflammatoriske mediatorer, bl.a.:
- cytokiner [6]
- chemokiner
- type I interferon (IFN)
- reaktive oxygenradikaler

## Agonister som adjuvanter
Agonister til TLR 7/8 undersøges som adjuvanter (som komponenter i vaccine), da de direkte aktiverer antigen-præsenterende celler og derved fremmer humorale så vel som cellulære immunresponser, det drejer sig specielt om imidazoquinoliner.

## Nukleinsyre-vacciner
Ved fremstilling af RNA-vacciner og DNA-vacciner tilstræbes en formulering der fremmer translationen ved hindring eller hæmning af reaktioner med Toll-like receptorer.